# 安納岬
64°35′S 62°26′W / 64.583°S 62.433°W
安納岬（英語：Cape Anna）是南極洲的海岬，位於葛拉漢地西部，處於劉易斯島以西約1.6公里，海拔高度280米，在1897至1899年間由比利時的探險隊繪入地圖。